# Elftes Buch Sozialgesetzbuch
Das Elfte Buch Sozialgesetzbuch (SGB XI) enthält die Vorschriften für die soziale Pflegeversicherung in Deutschland und bildet somit die Grundlage der Finanzierung stationärer und ambulanter Pflege. Dies soll das Grundrecht auf Selbstbestimmung und Selbständigkeit entsprechend den Möglichkeiten des Pflegebedürftigen gewährleisten und dessen pflegerische Versorgung sichern.
Nach Sozialgesetzbuch XI zugesprochene Leistungen sind in ihrer Dauer nicht begrenzt, bedürfen keiner ärztlichen Anordnung und keines Behandlungsvertrages. Die rechtliche Verantwortung für die umgesetzten Pflegehandlungen liegt vollständig bei der Pflegekraft.

## Antragstellung auf Kostenübernahme bei der Pflegekasse
1) Antrag auf Pflegeleistungen: zu stellen durch den Versicherten bei der zuständigen Pflegekasse, Antragsteller kann hierbei durch einen ambulanten Pflegedienst oder den Sozialarbeiter seines Krankenhauses Hilfe erhalten
2) Begutachtung durch den MDK: in der Regel wird innerhalb von vier Wochen durch einen unabhängigen Gutachter der Pflegebedarf erhoben
3) Einstufung des Pflegegrades auf Basis des vom MDK erhobenen Bedarfes, woraus sich Art und Umfang der Leistung ergeben;
Widerspruch ist innerhalb von vier Wochen einzulegen.

## Aufbau des SGB XI
Das SGB XI ist in 16 Kapitel gegliedert und diese teilweise wiederum in Abschnitte und Titel. Außerdem enthält es zurzeit zwei Anlagen.

### Erstes Kapitel (§§ 1 bis 13) – Allgemeine Vorschriften
Im Ersten Kapitel werden Ziele, Inhalte, Organisation und Grundprinzipien der Pflegeversicherung normiert und das Verhältnis zu den Pflegeleistungen anderer Rechtsbereiche bestimmt. Das Erste Kapitel enthält keine weitere Unterteilung in Abschnitte.
- §§ 1 bis 13: Allgemeine Vorschriften

### Zweites Kapitel (§§ 14 bis 19) – Leistungsberechtigter Personenkreis
Im Zweiten Kapitel wird der Begriff der Pflegebedürftigkeit erläutert und damit der leistungsberechtigte Personenkreis dargestellt. Außerdem wird der Begriff der Pflegepersonen erklärt. Das Zweite Kapitel enthält keine weitere Unterteilung in Abschnitte.
- §§ 14 bis 19: Leistungsberechtigter Personenkreis

### Drittes Kapitel (§§ 20 bis 27) – Versicherungspflichtiger Personenkreis
Das Dritte Kapitel erklärt die Regelungen zum versicherungspflichtigen und versicherungsfreien Personenkreis sowie Voraussetzungen der beitragsfreien Familienversicherung in der sozialen Pflegeversicherung. Privat Krankenversicherte werden zum Abschluss einer Pflegeversicherung bei ihrem Krankenversicherungsunternehmen verpflichtet. Das Dritte Kapitel enthält ebenfalls keine weitere Unterteilung in Abschnitte.
- §§ 20 bis 27: Versicherungspflichtiger Personenkreis

### Viertes Kapitel (§§ 28 bis 45f) – Leistungen der Pflegeversicherung
Das Vierte Kapitel unterteilt sich in sechs Abschnitte. Der Erste Abschnitt gibt eine Übersicht über die Leistungen der Pflegeversicherung. Der Zweite Abschnitt enthält allgemeine Vorschriften für die Leistungsgewährung. Im Dritten Abschnitt werden die Leistungen bei häuslicher Pflege, teilstationärer Pflege, Kurzzeitpflege, vollstationärer Pflege und bei Pflege von Menschen mit Behinderungen erläutert. Der Vierte Abschnitt beschreibt die Leistungen für Pflegepersonen. Im Fünften Abschnitt werden Leistungen zur Unterstützung im Alltag dargestellt. Der Sechste Abschnitt beinhaltet Regelungen zur Förderung neuer Wohnformen.
1. §§ 28 bis 28a: Übersicht über die Leistungen
2. §§ 29 bis 35a: Gemeinsame Vorschriften
3. §§ 36 bis 43c: Leistungen; Abschnitt untergliedert in sechs Titel
4. §§ 44 bis 45: Leistungen für Pflegepersonen
5. §§ 45a bis 45d: Angebote zur Unterstützung im Alltag, Entlastungsbetrag, Förderung der Weiterentwicklung der Versorgungsstrukturen und des Ehrenamts sowie der Selbsthilfe[1]
6. §§ 45e bis 45f: Initiativprogramm zur Förderung neuer Wohnformen

### Fünftes Kapitel (§§ 46 bis 53d) – Organisation
Dieses Kapitel regelt in fünf Abschnitten die Organisation der Pflegeversicherung, das Mitgliedschafts- und Melderecht und die Aufgaben auf Landes- und Bundesebene.
Im Ersten Abschnitt wird die Errichtung der Pflegekassen bei den Krankenkassen dargestellt. Der Zweite Abschnitt erläutert die Zuständigkeit der Pflegekassen für die Mitgliedschaft. Der Dritte Abschnitt enthält Regelungen über Meldungen und Auskunftspflichten der Versicherten sowie Meldepflichten der privaten Krankenversicherungsunternehmen. Der Vierte Abschnitt legt dar, welche Verbandsaufgaben in der Pflegeversicherung durch die Landesverbände der Krankenversicherung, die Rentenversicherung Knappschaft-Bahn-See sowie durch den Spitzenverband Bund der Krankenkassen wahrzunehmen sind. Weitere Aufgaben betreffen den Spitzenverband Bund der Pflegekassen. Der Fünfte Abschnitt widmet sich den Medizinischen Diensten.
1. §§ 46 bis 47a: Träger der Pflegeversicherung
2. §§ 48 bis 49: Zuständigkeit, Mitgliedschaft
3. §§ 50 bis 51: Meldungen
4. §§ 52 bis 53b: Wahrnehmung der Verbandsaufgaben
5. §§ 53c bis 53d: Medizinische Dienste, Medizinischer Dienst Bund

### Sechstes Kapitel (§§ 54 bis 68) – Finanzierung
Das Kapitel enthält fünf Abschnitte zu den Finanzierungsgrundsätzen der Pflegeversicherung. Im Ersten Abschnitt wird die Höhe des Beitragssatzes, die Beitragsbemessungsgrenze, die Berechnung der Beiträge für die einzelnen Versichertengruppen, die Verteilung der Beitragslast sowie die Beitragsabführung erläutert. Der Zweite Abschnitt bestimmt die Höhe des Beitragszuschusses für freiwillig Krankenversicherte und die Voraussetzungen für die Zahlung von Pflegebeitragszuschüssen für Privatversicherte. Der Dritte Abschnitt regelt die Beteiligung des Bundes an Aufwendungen. Der Vierte Abschnitt betrifft die Verwendung und Verwaltung der Mittel der Pflegekassen, insbesondere die Rücklagenbildung. Der Fünfte Abschnitt reguliert den Ausgleichsfonds und den Finanzausgleich unter allen Trägern der Pflegeversicherung.
1. §§ 54 bis 60: Beiträge
2. § 61: Beitragszuschüsse
3. § 61a: Bundesmittel
4. §§ 62 bis 64: Verwendung und Verwaltung der Mittel
5. §§ 65 bis 68: Ausgleichsfonds, Finanzausgleich

### Siebtes Kapitel (§§ 69 bis 81) – Beziehungen der Pflegekassen zu den Leistungsträgern
Das Siebte Kapitel regelt in vier Abschnitten die Beziehungen der Pflegekassen zu den Trägern der ambulanten und stationären Pflegeeinrichtungen sowie zu den sonstigen Leistungserbringern. Im Ersten Abschnitt sind die allgemeinen Grundsätze zur Gewährleistung der Versorgung festgelegt. Der Zweite Abschnitt definiert Pflegeheime und ambulante Pflegedienste und erläutert die pflegerische Versorgung der Versicherten durch Verträge. Der Dritte Abschnitt befasst sich mit den Rechtsbeziehungen zwischen Pflegekassen und sonstigen Leistungserbringern sowie Anbietern von Pflegehilfsmitteln und von digitalen Pflegeanwendungen. Die Bestimmungen des Vierten Abschnitts sollen die Wirtschaftlichkeit der Pflege sichern.
1. §§ 69 bis 70: Allgemeine Grundsätze
2. §§ 71 bis 76: Beziehungen zu den Pflegeeinrichtungen
3. §§ 77 bis 78a: Beziehungen zu sonstigen Leistungserbringern
4. §§ 79 bis 81: Wirtschaftlichkeitsprüfungen

### Achtes Kapitel (§§ 82 bis 92b) – Pflegevergütung
Das Achte Kapitel befasst sich in fünf Abschnitten mit der Pflegevergütung und der Investitionsfinanzierung der Pflegeeinrichtungen. Entsprechend den allgemeinen Vorschriften des Ersten Abschnitts sind notwendige Investitionen der Pflegeeinrichtungen von der Pflegeversicherung zu tragen. Der Zweite Abschnitt bezieht sich auf die Vergütung der stationären Pflegeleistungen, der Dritte Abschnitt auf Vergütungen der ambulanten Pflegeleistungen. Im Vierten Abschnitt sind Kostenerstattungen pflegebedingter Aufwendungen sowie der Pflegeheimvergleich aufgrund von Leistungs-, Belegungs- und Vergütungsdaten geregelt. Der Fünfte Abschnitt erläutert Vertragsinhalte zur integrierten Versorgung.
1. §§ 82 bis 83: Allgemeine Vorschriften
2. §§ 84 bis 88a: Vergütung der stationären Pflegeleistungen
3. §§ 89 bis 90: Vergütung der ambulanten Pflegeleistungen
4. §§ 91 bis 92a: Kostenerstattung, Pflegeheimvergleich
5. § 92b: Integrierte Versorgung

### Neuntes Kapitel (§§ 93 bis 109) – Datenschutz und Statistik
Das Neunte Kapitel beschäftigt sich mit dem Datenschutz sowie mit der Bundesstatistik bezüglich ambulanter und stationärer Pflegeeinrichtungen. Der Erste Abschnitt erläutert die Grundsätze der Datenverarbeitung bei den Pflegekassen, ihren Verbänden und beim Medizinischen Dienst. Der Zweite Abschnitt regelt Art und Umfang der Aufzeichnung und Übermittlung von Leistungsdaten durch die Leistungserbringer an die Pflegekassen. Der Dritte Abschnitt bestimmt, wann personenbezogene Daten zu löschen sind und erläutert das Auskunftsrecht der Versicherten. Der Vierte Abschnitt stellt dar, welche statistischen Angaben zum Stand der pflegerischen Versorgung Bund und Länder benötigen.
1. §§ 93 bis 103: Informationsgrundlagen; Abschnitt untergliedert in zwei Titel
2. §§ 104 bis 106c: Übermittlung von Leistungsdaten, Nutzung der Telematikinfrastruktur
3. §§ 107 bis 108: Datenlöschung, Auskunftspflicht
4. § 109: Statistik

### Zehntes Kapitel (§§ 110 bis 111) – Private Pflegeversicherung
Die Regelungen dieses Kapitels dienen der Gewährleistung des Versicherungsschutzes der in der privaten Pflegeversicherung Versicherungspflichtigen. Das Kapitel enthält keine weitere Unterteilung.
- §§ 110 bis 111: Private Pflegeversicherung

### Elftes Kapitel (§§ 112 bis 120) – Qualitätssicherung, Sonstige Regelungen zum Schutz der Pflegebedürftigen
Das Elfte Kapitel befasst sich mit dem internen Qualitätsmanagement zur Sicherung und Weiterentwicklung der Pflegequalität. Entscheidungen zur Pflegequalität werden durch den Qualitätsausschuss Pflege getroffen. Geregelt wird auch die Durchführung und Ergebnisdarstellung von Qualitätsprüfungen. Darüber hinaus werden Kostenerstattungen und gesonderte Pflegeverträge behandelt. Das Kapitel enthält keine weitere Untergliederung.
- §§ 112 bis 120: Qualitätssicherung, Sonstige Regelungen zum Schutz der Pflegebedürftigen

### Zwölftes Kapitel (§§ 121 bis 122) – Bußgeldvorschrift
In diesem Kapitel werden die Ordnungswidrigkeiten, die mit Bußgeld belegt werden können, aufgelistet.
- § 121: Bußgeldvorschrift
- § 122 ist seit 1. Januar 2017 aufgehoben.

### Dreizehntes Kapitel (§§ 123 bis 125a) – Befristete Modellvorhaben
Das Dreizehnte Kapitel beschreibt befristete Modellvorhaben der Pflegeversicherung zur kommunalen Beratung Pflegebedürftiger, zur Einbindung von Pflegeheimen in die Telematikinfrastruktur und zur Erprobung der Telepflege. Das Kapitel enthält keine Teilabschnitte.
- §§ 123 bis 125a: Befristete Modellvorhaben

### Vierzehntes Kapitel (§§ 126 bis 130) – Zulagenförderung der privaten Pflegevorsorge
Private Pflege-Zusatzversicherungen können staatlich gefördert werden. Das Vierzehnte Kapitel erläutert die Fördervoraussetzungen und das Verfahren. Es enthält keine weiteren Gliederungen.
- §§ 126 bis 130: Zulagenförderung der privaten Pflegevorsorge

### Fünfzehntes Kapitel (§§ 131 bis 139) – Bildung eines Pflegevorsorgefonds
Mit der Bildung eines Pflegevorsorgefonds soll trotz steigender Leistungsausgaben der Pflegeversicherung infolge der demografischen Entwicklung eine langfristigen Stabilisierung der Beitragsentwicklung erreicht werden. Das Kapitel enthält keine weiteren Unterteilungen.
- §§ 131 bis 139: Bildung eines Pflegevorsorgefonds

### Sechzehntes Kapitel (§§ 140 bis 153) – Überleitungs- und Übergangsrecht
Das Kapitel ist drei Abschnitte unterteilt. Der Erste und der Zweite Abschnitt enthalten Regelungen zur Rechtsanwendung in Übergangs- und Überleitungszeiträumen, insbesondere zum Besitzstandsschutz bei Pflegeversicherungsleistungen, sowie Übergangsregelungen im Begutachtungsverfahren. Der Dritte Abschnitt ist auf Maßnahmen zur Gewährleistung der pflegerischen Versorgung während der Coronavirus-SARS-CoV-2-Pandemie ausgerichtet.
1. §§ 140 bis 143: Regelungen zur Rechtsanwendung im Übergangszeitraum, zur Überleitung in die Pflegegrade, zum Besitzstandsschutz für Leistungen der Pflegeversicherung sowie Übergangsregelungen im Begutachtungsverfahren im Rahmen der Einführung des neuen Pflegebedürftigkeitsbegriffs
2. §§ 144 bis 146: Sonstige Überleitungs-, Übergangs- und Besitzstandsschutzregelungen
3. §§ 147 bis 153: Maßnahmen zur Aufrechterhaltung der pflegerischen Versorgung während der durch das neuartige Coronavirus SARS-CoV-2 verursachten Pandemie

### Anlagen
Die Anlagen 1 und 2 beziehen sich auf § 15 SGB XI und dienen der pflegefachlichen Begründung bei der Ermittlung des Pflegebedürftigkeitsgrades nach einer einheitlichen Bewertungssystematik.
- Anlage 1
- Anlage 2